# فقاريات رقيقة
الفقاريات الرقيقة أو الليپوسپونديلايات (Lepospondyli) هي مجموعة متنوعة من شبيهات الزواحف. عاشت خلال الفترة من المسيسيپي إلى البرمي المبكر. مع استثناء ليپوسپونديلاي واحد عاش حتى البرمي المتأخر هو الديپلوكولس مينيمس (Diplocaulus minumus). وقد عاشت فيما هو الآن أوروپا وأمريكا الشمالية. توجد خمس مجموعات رئيسية معروفة: Adelospondyli وAïstopoda وLysorophia وMicrosauria وNectridea. الليپوسپونديلايات كان لديها مجموعة متنوعة من أشكال الجسم وتشمل أنواعًا شبيهة بالسمندر المائي والثعبان والسحالي. كانت هناك أنواع مائية وشبه مائية وأرضية. ولم تكن هناك أنواع منها كبيرة الحجم (أكبر جنس منها كان الديپلوكولس والذي وصل طوله إلى المِتر، ولكن معظمها كان أصغر بكثير). ويُفترض أنها عاشت في أماكن بيئية متخصصة لم تُتَّخذ من قبل الأعداد الأكبر من برمائيات التيمنوسپونديلايات التي تعايشت معها في حقبة الحياة القديمة. تمت تسمية الليپوسپونديلايات في سنة 1888 من قبل كارل ألفريد ريتر ڤون زيتل، الذي صاغ الاسم ليشمل بعض رباعيات الأطراف من حقبة الحياة القديمة، والتي تشترك في بعض الخصائص المحددة في الحبل الظهري والأسنان.

## وصلات خارجية
- Lepospondyli نسخة محفوظة 20 أبريل 2005 على موقع واي باك مشين.